# اوج (فیلم ۲۰۲۱)
اوج (به انگلیسی: Apex) یک فیلم اکشن و علمی تخیلی آمریکایی محصول سال ۲۰۲۱ به کارگردانی ادوارد جان دریک با بازی بروس ویلیس و نیال مک‌دوناف است.

## داستان
فیلم با صحنه‌ای آغاز می‌شود که در آن ساموئل، جنگ‌جوی خودخواندهٔ «ایپکس» و یک میلیاردر صنعت داروسازی، مردی را با شلیک گلوله می‌کشد. او در گفت‌وگو با یک رابط رایانه‌ای از این‌که «بازی» برایش کسل‌کننده شده، شکایت می‌کند و از رایانه می‌خواهد که برایش یک چالش واقعی پیدا کند.
توماس مالون سال‌ها از زندگی‌اش را در زندان سپری کرده و به‌دلیل جرایم متعددی که در گذشته مرتکب شده، به حبس ابد بدون امکان آزادی مشروط محکوم شده‌ است. او در آرزوی دیدار دوباره با خانواده‌اش است، خانواده‌ای که هیچ تماسی با آن‌ها ندارد. توماس از سوی مدیر بازی پیشنهادی دریافت می‌کند: فرصتی برای آزادی. برای برنده شدن، توماس باید در جزیره‌ای خصوصی زنده بماند، در حالی‌که پنج شرکت‌کنندهٔ ثروتمند، موسوم به «شکارچیان»، او را تعقیب می‌کنند تا بکشند. توماس این پیشنهاد را می‌پذیرد، چرا که تنها شانس او برای بازگشت به خانواده و رسیدن به آزادی است.
با پیشرفت شکار، شکارچیان کم‌کم نسبت به یکدیگر و توانایی‌های خود دچار تردید می‌شوند و رو در روی هم قرار می‌گیرند. ساموئل از همه پیشی می‌گیرد و سرهای دیگر شکارچیان را به‌عنوان غنیمت می‌برد. اما چون توماس از چنگ او گریخته، خشمگین می‌شود و گروهی شکارچی دیگر به‌نام «مغول‌ها» را اجیر می‌کند تا در شکار شرکت کرده و به او در کشتن توماس کمک کنند. توماس سرانجام مغول‌ها را شکست می‌دهد و رو در روی ساموئل قرار می‌گیرد. ساموئل توماس را به‌خاطر گذشته‌اش در زندان تحقیر می‌کند، می‌گوید که سرش در مجموعهٔ غنیمت‌هایش زیبا جلوه خواهد کرد و از او می‌خواهد که برای جانش التماس کند. اما توماس امتناع می‌ورزد. این نبرد با تیراندازی سریع پایان می‌یابد و توماس با شلیک سلاحی بزرگ‌تر، ساموئل را می‌کشد. او در نهایت با آزادی، بازی و جزیره را ترک می‌کند.

## بازیگران
- بروس ویلیس[۱]
- نیال مک‌دوناف
- کوری ویلیام لارج
- نلس لانارسون
- مگان پتا هیل
- آدام هوئل پاتر
- جو مونرو
- الکسا سریع

## تولید
فیلم در بریتیش کلمبیا فیلمبرداری شده‌است.
سرانجام فیلمبرداری در نوامبر ۲۰۲۰ به پایان رسید.